# Velencei nyelv
A velencei vagy venetói nyelv (saját elnevezése léngua vèneta vagy vèneto) az indoeurópai nyelvcsalád itáliai ágán az újlatin nyelvek nyugati, közelebbről a galloromán nyelvek gallo-itáliai csoportjába tartozó nyelv, illetve nyelvváltozat. Anyanyelvi használóinak száma összesen megközelítőleg 4 és 6 millió között lehet. Sokan, még maguk a beszélői is csak az olasz nyelv egyik északi dialektusának tekintik, azonban nyelvészetileg eltér a sztenderd olasztól, és nem is ugyanahhoz az ághoz tartozik, mint az olasz. Több, területileg elkülönülő nyelvjárásra oszlik; fejlődésére feltehetően az ókori (valószínűleg a latinnal közeli rokonságban álló) venét nyelv szubsztrátumának hatása jellemző.
A helyesírás nem egységes, de napjainkban egyre élénkebb a velencei nyelv iránti érdeklődés. Ügyét az értelmiségieken kívül politikusok, sőt cégek is magukévá teszik. Velencei központú cégek velencei nyelvű reklámokat közölnek, s a tartomány politikai vezetése ellenzéki pártokkal egyhangúlag kijelentette 2007-ben, hogy a terület nyelve a velencei, így törekednek a nyilvános életben történő használatára. Említésre méltó még a velencei nyelvre lefordított A kis herceg, amely Nicoletta Penello érdeme.

## Hangtani sajátosságok
Hangtanilag egyfelől az olasszal, de leginkább az iberoromán nyelvekkel (spanyol, katalán) mutat egyezéseket. Így megtalálható benne a kasztíliai spanyolra jellemző interdentális zöngétlen réshang [θ], amit írásban a z betűvel jelölnek (mint a spanyolban), az [s] fonéma ejtése alveolárisként (emelt nyelvheggyel) realizálódik, mint a spanyolban,  katalánban, illetve az észak-olaszországi nyelvváltozatokban. Az olaszhoz képest eltérés továbbá, hogy használják a j betűt, azonos hangértékkel [j], illetve az x-et, amely a [z] fonémát jelöli. További jellemző (nyelvjárásokban), hogy a magánhangzók közötti l sokszor gyenge [ʲ]-szerű hangként valósul meg, vagy egyáltalán nem ejtik, például léngua ['jengwa], góndola ['gondoʲa] vagy: ['gondoa].
Szintén az olasztól eltérő, viszont az iberoromán és a keleti újlatin nyelvekkel rokon tulajdonsága a megkettőzött mássalhangzók hiánya, így például az olasz terra szónak a velenceiben tera felel meg (vö. román ţară, viszont katalán terra, spanyol tierra). Az s magánhangzók között alveoláris [z]-nek hangzik, a magánhangzók közötti [s] jelölésére az ss grafémát használják (akárcsak a portugálban és a katalánban).

## Nyelvtani jellemzők
Nyelvtana általánosságban nem tér el a többi újlatin nyelvétől. Jellemző szintaktikai tulajdonság (amely a rétoromán nyelvváltozatokban is megtalálható), hogy az alanyt az ige előtt determinánssal megismétlik: l’amigo el vien (vö. spanyol el amigo viene, olasz l’amico viene) „a barát eljön”.
A határozott névelők (egyes szám hímnem/nőnem, többes szám hímnem/nőnem): el és la (magánhangzóval kezdődő szó előtt mindkettő l’), többes számban i és e, például el gato grasso / la gata grassa „a kövér (hím/nőstény) macska”, i gati grassi / e gate grasse „a kövér macskák”. A többes szám az o-ra és e-re végződő szavak esetén -i, az a-ra végződő szavaknál -e, mint az olaszban.

## Nyelvi példák
Idézet Az emberi jogok egyetemes nyilatkozatából

„Tuti i eseri umani xe nai iberi e conpagni par dignità e diriti. I xe dotai de raxon e de cosiensa e i deve conportarse i uni co i altri co spirito de fradelansa.”
„Minden emberi lény szabadon születik, és egyenlő méltósága és joga van. Az emberek, ésszel és lelkiismerettel bírván, egymással szemben testvéri szellemben kell, hogy viseltessenek.”

Tant par scuminziàr

„Fiòi, quà se scrive come che se parla; co buté ’l òcio in te sto canton, no sté voltàr la carta, fando fénta de no védar; fùrsi trovaré anca ròbe che no ve interèssa, ma dògni tant sintiré che é gusto fermarse na s-ciànta a tirar ’l fià e riposarse de tut sto da far, de sto remenàrse, de sto corar, che ’l par che vénghe da ciapàr ’l mondo àea straca; cussì podarén scoltar quel che ne conta i nostri vèci: se se sa puìto le ròbe da una volta, se capisse mèjo anca quée de adèss e se se vòl un fià de pì ben fra de noàntri, che ’l é quel che conta pì de tut.
Tant par scuminziàr, i dise che ’l nome de Zéja ’l vien dal latin cilia: «i zìli, i ori, la riva», parché fin quà jèra tut bòsc, e da quà in zo tuta aqua; ma no paeù, canèe, stran, mussati, tòrba, aguàzzi, cofà soto i recòrdi dei nostri vèci; quà, na voltona, jèra tut un spècio de aqua che i ghe ciaméa «Laguna Eracleana» o «Laguna Opitergina».
’L bòsc, che in latìn i ghe ciaméa Silva Cerbonia, ’l jèra pien de bestie, màssima porzèi salvàreghi, che par capirse i ghe diséa porzèi zignàri; e i siori da Udèrzo i vignéa quà a cazza, che adès se ghe dise anca: «'ndar a trar»; e osèi? un frajèl da par tut, parché quà i catéa aqua, tera, alberi, fruti, pomèe, bissi e de tut, che dopo jèra tuta na musica de zavàtui, russignòi, zirpignòe, merli, tordi, scrinzéti, zòrle, gainàzze… – No ghin parlén del pescar, parché fra tinche e bisati, rane, brùssoe, schíe e pesséti, jèra tut un afàr: bastéa métar zo la réde o ’l schiràl o 'ndar a palpéta.”